# آندری استپانوف
آندری استپانوف (استونیایی: Andrei Stepanov؛ زادهٔ ۱۶ مارس ۱۹۷۹) بازیکن فوتبال اهل استونی بود.
از باشگاه‌هایی که در آن بازی کرده‌است می‌توان به باشگاه فوتبال خیمکی، باشگاه فوتبال واتفورد، باشگاه فوتبال فلورا تالین، باشگاه فوتبال نفتچی باکو، باشگاه فوتبال تی‌وی‌ام‌کی، باشگاه فوتبال تورپدو مسکو، باشگاه فوتبال گومل و باشگاه فوتبال آریس لیماسول اشاره کرد.
وی همچنین در تیم ملی فوتبال استونی بازی کرده‌است.